# Applied Organometallic Chemistry
Applied Organometallic Chemistry è una rivista accademica che si occupa di chimica organometallica. Nel 2014 il fattore d'impatto della rivista era di 2,248.